# Arabkir
Arabkir (orm. Արաբկիր) – jedna z dwunastu dzielnic Erywania. W 2022 zamieszkana przez 118 tys. osób.